# یوزف هاس
یوزف هاس (انگلیسی: Josef Haas؛ زادهٔ ۳ اوت ۱۹۳۷) اسکی‌باز صحرانوردی اهل سوئیس است.